# Славиша Чуровић
Славиша Чуровић — Славко (Бијело Поље, 13. фебруар 1977) црногорски и српски је филмски и позоришни глумац. Активни је члан Црногорског народног позоришта где је одиграо велики број представа. Био је уметнички директор Никшићког позоришта од 2002. до 2006.

## Биографија
Славко је завршио 1998. године Факултет драмских умјетности на Цетињу, у класи професора Миње Дедића. Играо у копродукцији „Петит петит“ Гаре театра (Париз).
Написао је сценарио за филм „Грешка“.

### Политички ангажман
Чуровић је годинама ангажован на политичкој сцени у Црној Гори, где се изјаснио као Србин по националности. Водио је програм на завршном митингу Блока за заједничку државу, 16. маја 2006. године у Подгорици, уочи референдума о независности Црне Горе.
Био је члан Председништва и Главног одбора Народне странке. Уочи парламентарних избора 2012. године, јавно је подржао Демократски фронт. Као њихов кандидат је изабран за одборника у Скупштини Главног града Подгорице. Заједно са Миодрагом Лекићем је напустио Демократски фронт у марту 2015. године, те био један од оснивача Демократског савеза, а потом и члан Главног одбора. Страначку политику је напустио у јуну 2018. године, како је раније најавио, јер му је тада истицао одборнички мандат, а након политичког разлаза са Лекићем.

### Приватни живот
У браку је са Тијаном Чуровић (рођ. Младеновић). Имају кћерку Тају.

## Филмографија
| Год.       | Назив                        | Улога                      |
| ---------- | ---------------------------- | -------------------------- |
| 1990-е     |                              |                            |
| 1998.      | Куд плови овај брод          |                            |
| 2000-е     |                              |                            |
| 2009       | Горки плодови                | Радован                    |
| 2009.      | Рањени орао                  | Чиновник Света             |
| 2009.      | Грех њене мајке              | Џон                        |
| 2010-е     |                              |                            |
| 2010.      | Шесто чуло                   | Секула                     |
| 2011.      | Vse v poryadke, mama!        | Стојановић                 |
| 2011.      | Наша мала клиника            | Отмичар                    |
| 2011.      | Мој рођак са села            | бригадир Кришто            |
| 2011.      | Непобедиво срце              | архитекта                  |
| 2009—2012. | Бела лађа                    | Амбасадоров асистент       |
| 2013.      | Шешир професора Косте Вујића | Цариник                    |
| 2013.      | Певај, брате!                | Аждаја                     |
| 2014.      | Мали Будо                    | Мирко                      |
| 2015.      | Руске капе                   |                            |
| 2016.      | Влажност                     | Миљан                      |
| 2016.      | Флафи                        | Млади Атифага Тановић      |
| 2016.      | Јесен самураја               | Радоје                     |
| 2016.      | Дневник машиновође           | Полицајац                  |
| 2017.      | Обичан човек                 | Полицајац                  |
| 2017.      | Santa Maria della Salute     | Војвода Војо               |
| 2017.      | A Balkan Noir                | Трговац оружјем            |
| 2017—2019. | Пси лају, ветар носи         | Банкар                     |
| 2016—2022. | Убице мог оца                | Тужилац Мишко              |
| 2018.      | Немањићи — рађање краљевине  | Папин секретар             |
| 2018.      | Јужни ветар (филм)           | Рајко                      |
| 2018—2021. | Жигосани у рекету            | Пеко                       |
| 2019.      | Црвени месец                 | Драгутин Димитријевић Апис |
| 2020-е     |                              |                            |
| 2019—2020. | Преживети Београд            | Горун                      |
| 2020—2021. | Игра судбине                 | Орландо                    |
| 2021.      | Александар од Југославије    | пуковник Павловић          |
| 2021.      | Дрим тим                     |                            |
| 2021.      | Радио Милева                 | Благоје                    |
| 2022.      | Мрак                         | Благоје                    |
| 2022.      | Камионџије д. о. о.          | Емир Шарачевић             |
| 2022.      | У клинчу                     | Кримос Гига                |
| 2024.      | Руски конзул                 | Зеко                       |

## Позоришне улоге
- "Горски Вијенац",
- "Лажни цар Шћепан мали",
- "Извањац",
- "Марко Миљанов",
- "Смрт",
- "Трамвај звани жеља",
- "Бановић Страхиња",
- "Јегоров пут",
- "Оковани Прометеј",
- "Посјетилац",
- "Претис лонац",
- "Зоро",
- "Инглиш буквар",
- "Чикашке перверзије",
- "Из ничега у ништа",
- "Буре барута",
- "Кокошка",
- "Хамлет",
- "Оковани Прометеј",
- "Представа Хамлета у Селу Мрдуша Доња",
- "Шерлок Холмс",
- "Господска крв"

## Признања
- Орден Карађорђеве звезде III степена (2022)[5]